# Nagyfüged
Nagyfüged es un pueblo ubicado en el distrito de Gyöngyös, en el condado de Heves, Hungría.

## Superficie
Posee una superficie de 27,51 kilómetros cuadrados.

## Demografía
Hasta 2019 la población era de 1682 habitantes, con una densidad de población de 61,14 habitantes por kilómetro cuadrado.